# Ismejeri
Ismejeri  (ismælkeri), var en virksomhed og senere en forretning, der blandt andet solgte is til isskabe (forløberen til køleskabet). Da det i 1970'erne blev almindeligt i Danmark at have et køleskab i hjemmet forsvandt ismejerierne.

## Historie
Virksomheden var baseret på et mælkerisystem, der i 1864 blev udformet af den svenske godsejer J.G. Schwarts (1819 – 1885) .
Systemet, (meget udbredt før man kunne foretage centrifugering af mælk) var baseret på at mælk hensættes til flødesætning ( udskilning af fløde) i spande nedsat i et vandbad afkølet med knust is.
En videreudvikling af systemet fandt sted i Danmark i de kommende år og fik stor betydning for de danske husholdninger i forbindelse med at de danske mejerier begyndte at drive mælkeudsalg.
Centrifugerne, som holdt deres indtog i 1880erne i de fleste landmejerier, overtog funktionen, udskillelse af fløde fra mælk, hvilket betød at mange bymejerier oprettede udsalg som populært blev kaldt ismejerier, dette på grund af den påbegyndte mekanisering af mejerierne (sikkerhed for forbrugeren, som kunne være fysisk udsat på grund af de dengang drivremsdrevne centrifuger). 
I de kommende år blev mejeridriften nedsat og stoppede helt, medens ismejerierne/ mælkeudsalgene fortsatte med et efterhånden større salgssortiment, mælk, fløde og osteprodukter som den primære salgsvare, senere også isstænger og i nogle tilfælde køleskabe samt forskellige kolonialvarer, eksempelvis kaffe, brød, kornprodukter etc.
Ved supermarkedernes fremkomst i 1960erne, fik ismejerierne hård konkurrence på deres produktsortiment. Mange forretninger af denne art forsvandt de efterfølgende år.

## Note
1. ↑  Reference: Den nye Salmonsen, kolonne 2143, Ismælkeri, J. H. Schultz Forlag, MCMXLIX